# Gołąbek śledziowy

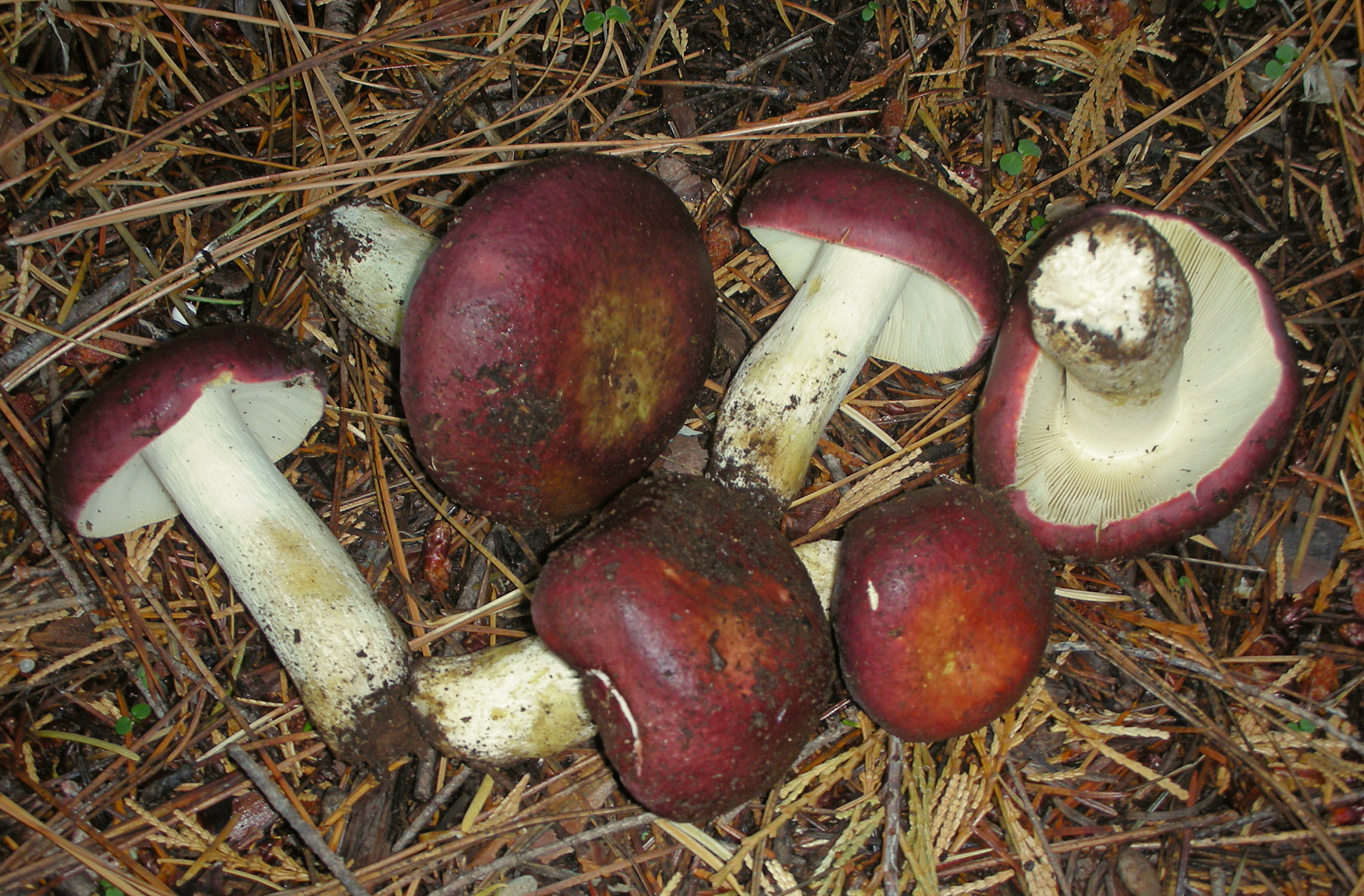

Gołąbek śledziowy (Russula xerampelina (Schaeff.) Fr.) – gatunek grzybów należący do rodziny gołąbkowatych (Russulaceae).

## Systematyka i nazewnictwo
Pozycja w klasyfikacji: Russula, Russulaceae, Russulales, Incertae sedis, Agaricomycetes, Agaricomycotina, Basidiomycota, Fungi (według Index Fungorum).
Po raz pierwszy takson ten zdiagnozował w 1774 r. Jacob Christian von Schaeffer nadając mu nazwę Agaricus xerampelinus. Obecną, uznaną przez Index Fungorum nazwę nadał mu w 1838 r. Elias Fries, przenosząc go do rodzaju Russula. 
Niektóre synonimy łacińskie:
- Agaricus esculentus var. xerampelinus (Schaeff.) Pers. 1801
- Agaricus rubellus Batsch 1783
- Agaricus xerampelinus Schaeff. 1770
- Russula alutacea var. erythropus Fr. 1774
- Russula erythropus Fr. ex Pelt. 1908
- Russula erythropus var. ochracea J. Blum 1961
- Russula xerampelina var. erythropus (Fr. ex Pelt.) Konrad & J. Favre

Nazwę polską zaproponował Władysław Wojewoda w 2003 r., Alina Skirgiełło w 1991 r. opisała ten gatunek pod nazwą gołąbek winny.

## Morfologia
Kapelusz
Średnicy 5–10 cm, za młodu półkolisty z czasem staje się płaski, wgnieciony pośrodku. Może mieć różny kolor, w zależności od tego, pod jakim drzewem rośnie, w lasach iglastych- purpurowy, w lasach dębowych- różowy, brązowoczerwony, pod brzozami żółty, żółtozielony. Powierzchnia najpierw śluzowata, potem sucha i zamszowata.
Blaszki
U młodych osobników kremowobiałe, potem stają się żółtawokremowe. Po naciśnięciu brązowieją.
Trzon
Wysokość: 4–8 cm, grubość: 15–30 mm. Gładki lub lekko pomarszczony, czerwony albo biały z czerwonym odcieniem.
Miąższ
Kremowy, miejscami brązowożółty. Smak za młodu trochę ostry, później prawie nieodczuwalny. Zapach u dojrzałego osobnika przypomina zapach śledzi.
Wysyp zarodników
Ochrowy, zarodniki wielkości 8–11 × 7,5–8,5 μm, śmietankowo-żółtawe.

## Występowanie i siedlisko
W lasach liściastych, iglastych i mieszanych, w parkach, na ziemi i ściółce leśnej. Wytwarza owocniki od sierpnia do końca listopada.

## Zastosowanie
Grzyb jadalny, podczas przyrządzania woń śledzi znika.